# ريتشارد جون نيوهاوس
ريتشارد جون نيوهاوس (بالإنجليزية: Richard John Neuhaus)‏ هو كاهن كاثوليكي ومقدم تلفزيوني وصحفي ومؤلف وكاتب أمريكي، ولد في 14 مايو 1936 في بيمبروك في كندا، وتوفي في 8 يناير 2009 في مانهاتن في الولايات المتحدة بسبب سرطان.

## وصلات خارجية
- ريتشارد جون نيوهاوس على موقع إن إن دي بي (الإنجليزية)